# Gabinetto (igiene)

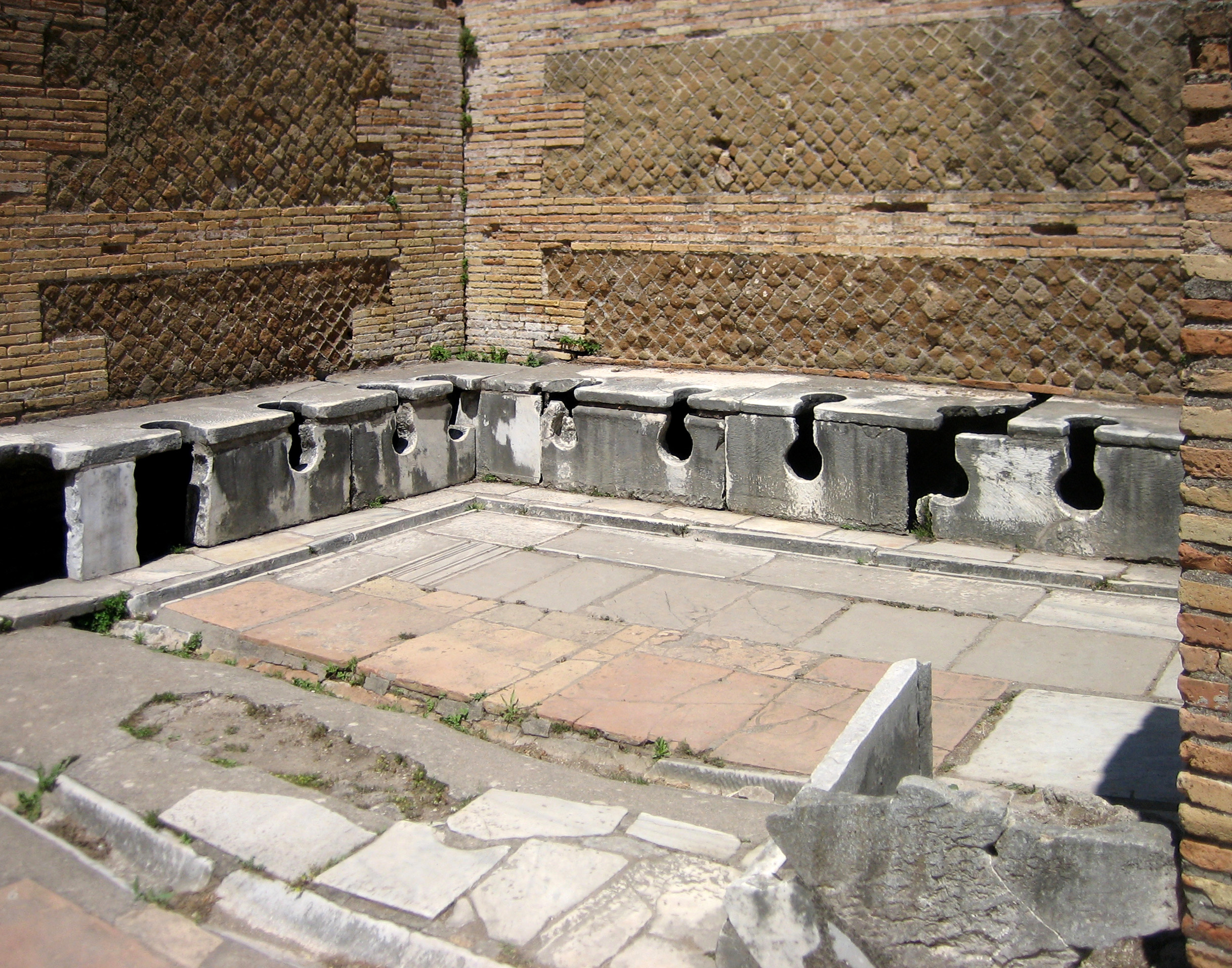
Una latrina pubblica romana (Ostia)

Il gabinetto o latrina è il luogo, privato o pubblico, deputato all'espletamento dei bisogni fisiologici (minzione e defecazione) ed alla pulizia quotidiana del corpo.
Deve il suo nome al fatto che, originariamente, era composto da una cabina quasi sempre costruita in legno, situata all'esterno delle case coloniche o nei cortili dei palazzi di città, oppure, in seguito, da una cabina in muratura aggiunta all'esterno degli appartamenti negli edifici cittadini, solitamente sulle terrazze.

## Utilizzo dei termini
Il termine "gabinetto" viene usato anche per indicare più in generale la stanza da bagno, anche se alcuni linguisti concordano sul fatto dell'attribuzione del termine "gabinetto" solo quando non vi siano più accessori oltre al vaso sanitario e al lavabo.
In Italia una volta il termine "latrina" era citato nei regolamenti comunali ed identificava il locale provvisto del vaso sanitario. Alcuni regolamenti comunali, parzialmente aggiornati nel corso degli anni, possono contenere ancora questi termini.

## Storia
Il primo water closet (WC) (in inglese) fu inventato da Joseph Bramah nel 1778. Un water closet di ispirazione inglese fu realizzato prima del 1799 nella Reggia di Caserta, nel "Gabbinetto del Retrette" di Maria Carolina, regina di Napoli. Costruito in una nicchia con sedile in legno scuro, doveva avere certamente un coperchio d'ottone, tuttora esistente, e un sistema di scarico.

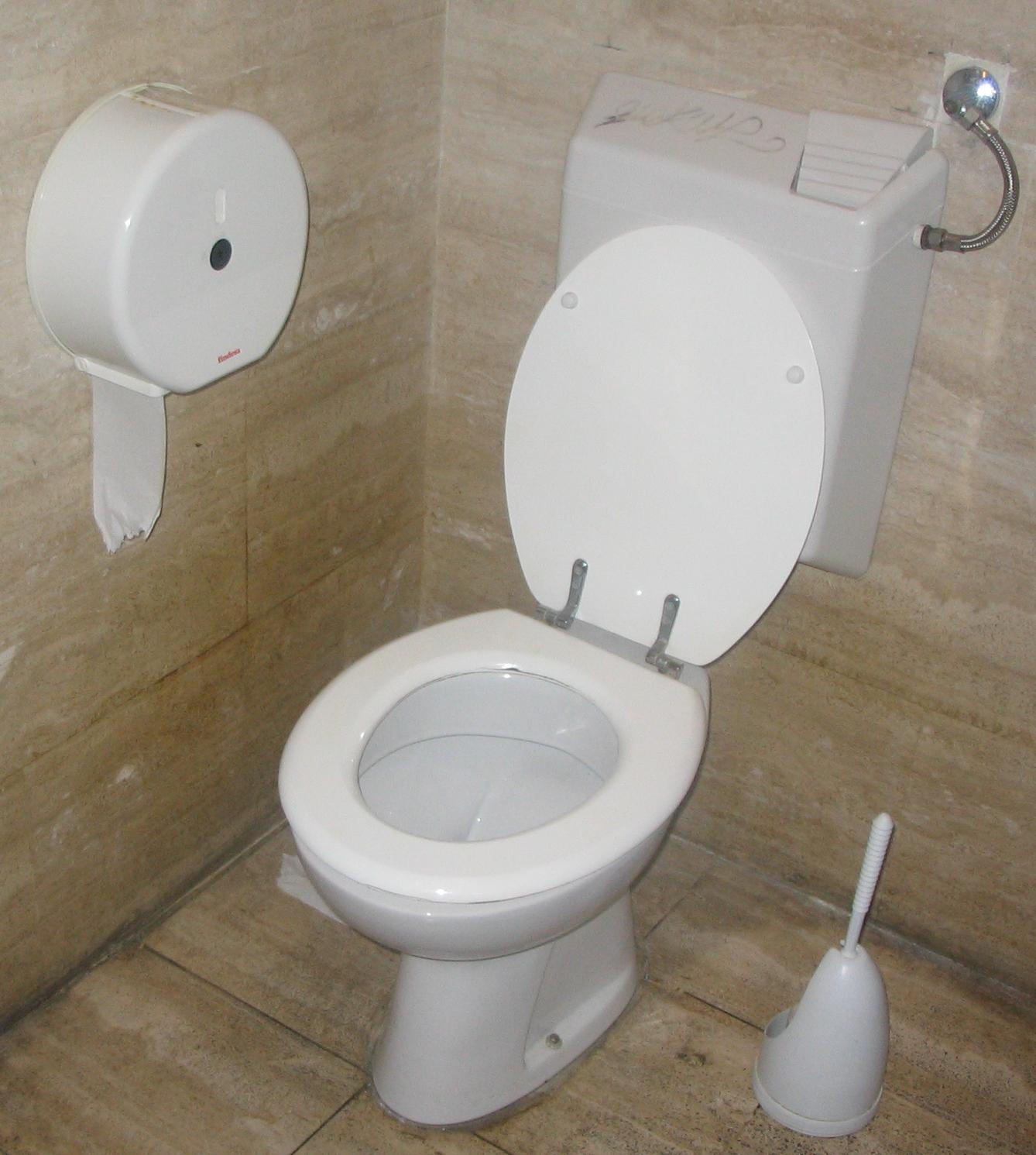
Un moderno gabinetto

Allo stato attuale la denominazione di "latrina" è attribuita prevalentemente ai primordiali servizi igienici sprovvisti di acqua corrente e non allacciati ad una rete fognaria, ancora in uso nei villaggi rurali del terzo mondo, ma un tempo comuni nella civiltà contadina di qualsiasi Paese. Queste sono conosciute come latrine "a secco", per l'assenza del dispositivo di lavaggio (sciacquone) e, in generale, per la mancanza di un vero e proprio vaso.
Le latrine a secco sono costituite da un semplice sedile con un foro tipicamente circolare, o dall'equivalente di un vaso alla turca, privo di sifone e provvisto di eventuale conduttura verticale facente capo in un pozzo nero o altro luogo di smaltimento dei liquami. L'assenza di risciacquamento implica la mancata diluizione dei liquami, e quindi l'impossibilità di convogliarli attraverso un sifone e/o all'interno di condotte con percorso non verticale, altrimenti si produrrebbero intasamenti. Per questo motivo le latrine a secco erano costruite direttamente al di sopra di pozzi neri o letamai, mentre le latrine dei castelli potevano essere ricavate nelle mura di cinta dell'edificio e scaricare direttamente nel terreno sottostante.
Nei luoghi dove esisteva sufficiente dotazione idrica, era possibile realizzare le più igieniche latrine con chiusura idraulica (sifone) e opportuno sistema di risciacquamento, la cui evoluzione finale è rappresentata dal moderno wc provvisto di sciacquone. Il sifone ostacola la propagazione di esalazioni provenienti dalle condutture fognarie e la diluizione dei liquami permette di convogliarli all'interno di una rete fognaria.

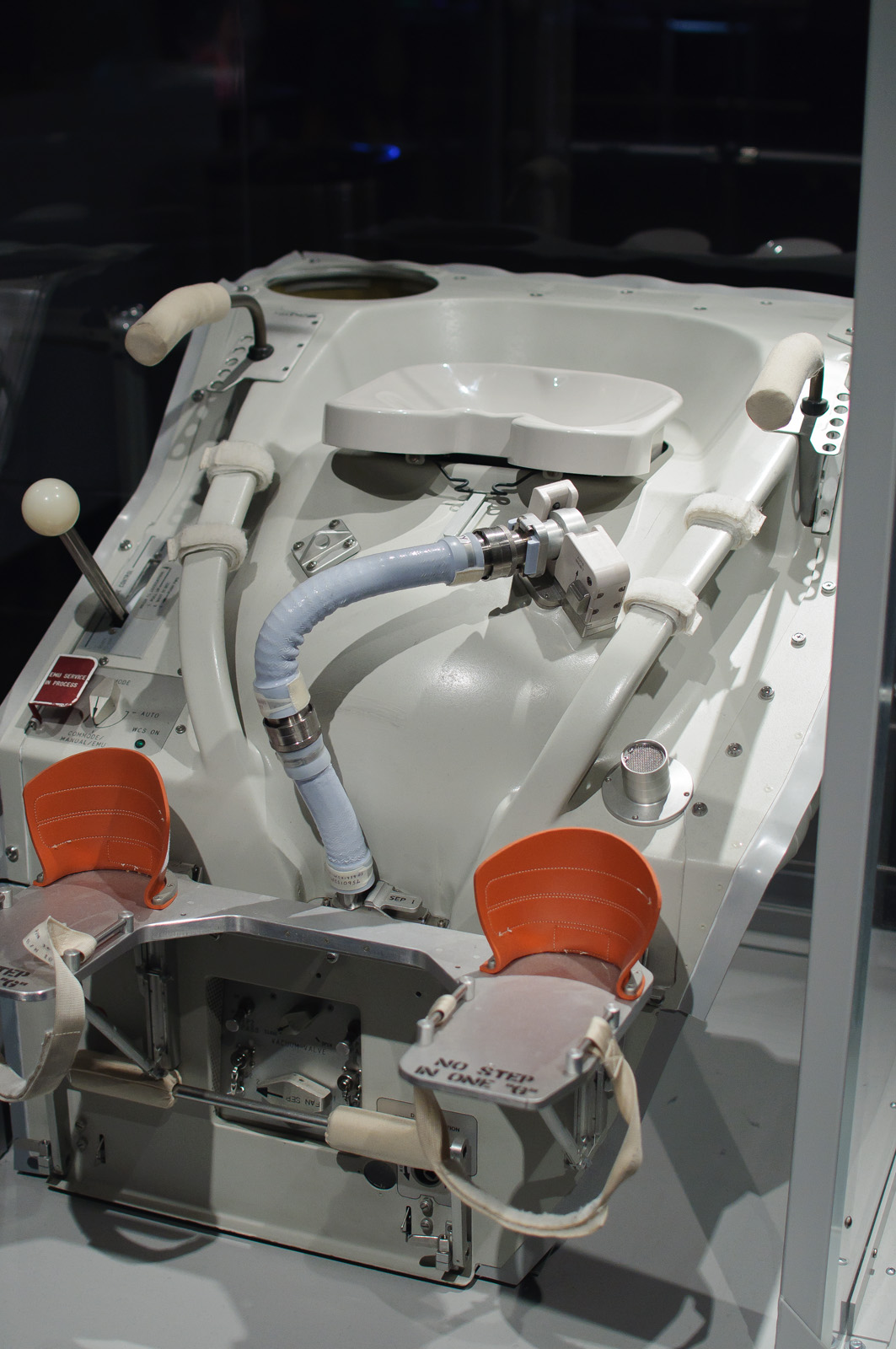
Esempio di gabinetto utilizzato sullo Space Shuttle.

Con l'avvento dell'era spaziale sono stati sviluppati complessi sistemi per assicurare il funzionamento dei gabinetti nello spazio, dove la mancanza di gravità determina parecchie problematiche tecniche, tra cui la modalità di raccolta e scarico.